# Lithocarpus lithocarpaeus
Lithocarpus lithocarpaeus là một loài thực vật có hoa trong họ Cử. Loài này được (Oerst.) Hjelmq. mô tả khoa học đầu tiên năm 1948.